# Enicospilus bharatensis
Enicospilus bharatensis là một loài tò vò trong họ Ichneumonidae.